# Scherpekotten
Scherpekotten ist ein Ortsteil der Gemeinde Neunkirchen-Seelscheid im Rhein-Sieg-Kreis.

## Lage
Scherpekotten ist der nördlichste Ort in der Gemeinde. Er liegt nordwestlich von Mohlscheid über dem Naafbachtal an den Grenzen zu Much und Overath. Nachbarort im Nordosten ist Schlichenbach.

## Geschichte
1830 hatte Scherpekotten 13 Einwohner. 1845 hatte der Ort 22 evangelische Einwohner in vier Häusern. 1888 gab es 18 Bewohner in vier Häusern.
1901 hatte das Gehöft zwölf Einwohner. Verzeichnet sind Schuster August Breideneichen und Ackerer Carl Wahlen. 1910 ebenso, August Breideneichen ist jetzt aber ebenfalls Ackerer.
Das Dorf gehörte bis 1969 zur Gemeinde Seelscheid.